# Francisco Nieva
Francisco Morales Nieva (Valdepeñas, Ciudad Real, 29 de diciembre de 1924-Madrid, 10 de noviembre de 2016) fue un dramaturgo, escenógrafo, director de escena, narrador, ensayista y dibujante español.
Académico de la Real Academia Española desde 1990, donde ocupó el sillón J, su producción teatral le valió el Premio Nacional de Teatro en dos ocasiones (1980 y 1992), el Premio Nacional de Literatura en la modalidad de Literatura Dramática y el Premio Valle-Inclán (2011), por la escritura y dirección de Tórtolas, crepúsculo y... telón. Por su producción literaria en general, se le otorgó el Premio Príncipe de Asturias de las Letras en 1992.

## Biografía
El propio Francisco Nieva escribió un volumen de memorias titulado Las cosas como fueron (2002). Su familia descendía de conversos ricos emigrados a España en el siglo XVII y fue bisnieto del helenista y sacerdote Ciriaco Cruz. El padre, el oficial del Ayuntamiento de Valdepeñas Francisco Morales, fue gobernador civil de Toledo con la República en 1931, y allí se trasladaron a vivir hasta que estalló la guerra en 1936. Un tío, Cirilo del Río, fue ministro también durante los años de la República y el abuelo paterno fue durante muchos años presidente de la Diputación Provincial. 
Sus padres amaban la cultura y el arte y llevaban a sus hijos al teatro, al cine y a la zarzuela. El abuelo materno era aficionado a la ópera y a la lectura y la abuela tocaba con gran destreza el piano. El hermano de Francisco, Ignacio, llegó a ser un notable compositor; en cuanto a él, se vio atraído por el arte muy tempranamente, en especial por el teatro, y se entretenía con escenografías, títeres y muñecos de cartón. La Guerra Civil les pilló en Valdepeñas y durante 1939 vivieron aislados en una casa de Sierra Morena, en el término de Venta de Cárdenas; de vuelta a su lugar natal recibió clases particulares de Juan Alcaide, un poeta relacionado con el "Postismo" y amigo de Carlos Edmundo de Ory, y con él lee obras clásicas y modernas españolas y europeas (La Celestina, José Gutiérrez Solana, Alfred Jarry). Su familia decidió emigrar a Madrid en 1945, donde Nieva estudió pintura en la Real Academia de Bellas Artes de San Fernando y se hizo amigo de Eduardo Chicharro Briones y Ory, líderes "postistas", intentando abrirse paso como autor plástico dentro de ese movimiento de vanguardia de posguerra, que contaba en sus filas con otros representantes manchegos como Ángel Crespo. Mientras su hermano compositor se hacía pastor evangélico y emigraba a Estados Unidos y Puerto Rico, él residió entre 1953 y 1963 en París, donde asistió al estreno de Esperando a Godot de Samuel Beckett, disfrutando de una beca concedida en 1953 por el doctor Piterbag, un judío argentino del Instituto Francés de París, y allí trabajó como pintor y dibujante, en medio de un ambiente sumamente bohemio. En el entorno del fallecido Antonin Artaud, esboza su obra El combate de Ópalos y Tasia y recibe el premio Polignac por el conjunto de su obra artística (1963). En París se casa por el rito protestante con Geneviève Escande, que ocupa un alto cargo en el Centre National de la Recherche Scientifique, conoce al editor de los surrealistas José Corti y alterna con conocidos hispanistas franceses, publicando estudios pioneros sobre la influencia de Miguel de Cervantes en el teatro de García Lorca y la plástica en la obra de Valle-Inclán. Tras residir un año en Venecia, regresó a Madrid en 1964 y, salvo largas estancias en Berlín y Roma, permaneció afincado en esta ciudad, entregado a su trabajo como escenógrafo, autor dramático y colaborador de diversas publicaciones periódicas.
Como escenógrafo su labor empezó de la mano de José Luis Alonso Mañés, con quien colaboró realizando los escenarios de El rey se muere de Ionesco para el teatro María Guerrero. Trabajó después con Adolfo Marsillach en las escenografías de Pigmalión de George Bernard Shaw y Después de la caída de Arthur Miller. Estos trabajos lo transformaron en una figura de referencia en su campo, y a lo largo de los años sesenta se ocupó de La dama duende de Pedro Calderón de la Barca, El zapato de raso de Paul Claudel, El burlador de Sevilla de Tirso de Molina, El señor Adrián de Carlos Arniches y, por supuesto, Marat-Sade de Peter Weiss, de nuevo bajo la dirección de Adolfo Marsillach y Antonio Malonda.
Sin embargo, se mantuvo inédito como escritor teatral hasta que publicó en Primer Acto y representó privadamente Es bueno no tener cabeza en 1971. Sus ideas teatrales se expresaron en el texto conocido como Breve poética teatral en torno a los conceptos de "transgresión", "contravalor" y "culpa"; pretende exhibir escénicamente lo prohibido como si fuera lo más anodino, convencional y corriente en lo público ("contravalor") en busca de una liberación (catarsis) total. Esta poética bebe fundamentalmente del Artaud que conoció en París, pero también de Alfred Jarry, Ghelderode, Eugène Ionesco, Samuel Beckett y Jean Genet; lo original de Nieva es insertar conscientemente esta vanguardia en la tradición literaria española de lo grotesco y lo esperpéntico, otorgando a lo cómico un papel fundamental en lograr dicha inversión, prosiguiendo la tradición de Cervantes, Quevedo, José Gutiérrez Solana y Valle-Inclán.
Aunque clasificó su teatro inicialmente en "Teatro furioso", "Teatro de farsa y calamidad" y "Teatro de crónica y estampa", la publicación de su Teatro completo en 1991 le hizo distinguir otros grupos:
- Teatro inicial: Tórtolas, crepúsculo y telón, compuesto en 1953 en París pero retocada continuamente hasta que se publicó en 1972 y retocada todavía después hasta su versión de 1989; Es bueno no tener cabeza, escrita en 1967 durante una estancia en Dublín. El maravilloso catarro de lord Bashaville, compuesto en Viena en 1967.
- Reóperas: Pelo de tormenta, escrita en París en 1961 y Nosferatu (Aquelarre y noche roja de), escrita en 1961, publicada en 1975 y representada en 1993.
- Teatro furioso: La carroza de plomo candente, escrita en Roma en 1969 y estrenada en 1976. El combate de Ópalos y Tasia, escrita entre 1953 y 1964, y estrenada en 1976.
- Teatro de farsa y calamidad: La señora Tártara, escrita en 1969 y representada en 1980, y El baile de los ardientes, estrenada en 1990. Se incluyen también Coronada y el toro, (1973) y Los españoles bajo tierra (1975).
- Teatro de crónica y estampa: Sombra y quimera de Larra, versión muy personal de No más mostrador de Mariano José de Larra.
- Teatro en clave de brevedad: El espectro insaciable (1968), No es verdad (1987)), Carlota Balsifinder (1987), Los viajes forman a la juventud (1992)...

Esta clasificación se modificó en la edición de sus Obras completas (2007), donde distingue seis grupos: Centón de teatro, Teatro Furioso, Teatro de Farsa y Calamidad, Teatro de crónica y estampa, Tres versiones libres y Varia teatral.
A todas estas obras hay que añadir sus adaptaciones de clásicos; fuera de la ya citada de Larra, están La paz de Aristófanes, Los baños de Argel de Cervantes, Casandra de Galdós, Las aventuras de Tirante el Blanco de Joanot Martorell, El manuscrito encontrado en Zaragoza de Jan Potocki, Divinas palabras de Valle-Inclán adaptada a la ópera con música de Antón García-Abril, Don Álvaro o la fuerza del sino, del Duque de Rivas, El desdén con el desdén, de Agustín Moreto y Electra, de Benito Pérez Galdós.
Como director de escena montó óperas, zarzuelas y ballets como Cinderella de Serguéi Prokófiev, Capricho español de Enrique Granados, La vida breve de Manuel de Falla, L'heure espagnole de Maurice Ravel, Pepita Jiménez de Isaac Albéniz, Tosca de Giacomo Puccini, Curro Vargas de Ruperto Chapí, I due Foscari de Giuseppe Verdi, Don Giovanni de Mozart y La señorita Cristina de Luis de Pablo.
Su última vertiente fue la de novelista: escribió El viaje a Pantaélica (1994), La llama vestida de negro (1995), Granada de las mil noches (1995), Oceánida (1996), Carne de murciélago. Cuento de Madrid (1998)...
Colaborador habitual del diario La Razón, de Madrid, en 1990 ingresó en la Real Academia Española con un discurso titulado Esencia y paradigma del género chico.

## Obra
Ya desde 1949 había escrito teatro, pero solo empezó a estrenarlo y publicarlo a partir de 1971.
La obra dramática de Francisco Nieva puede dividirse en dos grandes grupos, llamados por el autor "Teatro furioso" y "Teatro de farsa y calamidad". Un modelo más imaginativo y vitalista que el teatro popular desarrollado de la posguerra española, con un lenguaje ‘valleinclanesco’ y una escenografía barroca.
Su obra narrativa es una prolongación de ese particular universo, con ejemplos como  El viaje a Pantaélica, Oceánida y La llama vestida de negro: novela de misterios y sobrecogimiento (1995), una especie de ciclo narrativo protagonizado por el caballero gallego Cambicio de Santiago, que se prolonga con Granada de las mil noches y La mutación del primo mentiroso (I Premio de Novela Ducado de Loeches en 2004).
Aunque ya existía una edición de su Teatro completo de 1991 en dos volúmenes, la Obra completa publicada en 2007 modifica bastante los textos, recopilando en dos tomos de unas 2500 páginas cada uno toda su producción. El primero está dedicado a su Teatro y el segundo recoge toda la Narrativa y una selección de artículos.

### Teatro
- Es bueno no tener cabeza (1971)
- El maravilloso catarro de lord Bashaville (1971)
- Tórtolas, crepúsculo y... telón (1972)
- La carroza de plomo candente (1972). Estrenada en 1976
- El combate de Ópalos y Tasia (1972). Estrenada en 1976
- Pelo de tormenta (1972). Estrenada en 1997
- El fandango asombroso (1973)
- Coronada y el toro (1974). Estrenada en 1982
- El paño de injurias (1975)
- El rayo colgado (1975). Estrenada en 1980
- El baile de los ardientes (1975). Estrenada en 1990
- Nosferatu (1975). Estrenada en 1993
- Sombra y quimera de Larra (1976)
- La Paz (1977)
- Delirio del amor hostil (1978)
- El corazón acelerado (1979)
- Malditas sean Coronada y sus hijas (1980)
- La señora Tártara (1980)
- Las aventuras de Tirante el Blanco (1987)
- Te quiero, zorra (1987). Estrenada en 1988
- Trilogía italiana: Salvator Rosa o el artista, El baile de los ardientes, Los españoles bajo tierra, ed. de Jesús María Barrajón, Madrid, Cátedra, 1988.
- Corazón de arpía (1987). Estrenada en 1989
- No es verdad (1987). Estrenada en 1994
- Salvador Rosa (1988)
- La Sombra (1988)
- Los españoles bajo tierra (1988). Estrenada en 1992
- La Magosta (1990)
- El Pepino de mar (1990)
- Catalina del demonio (1991)
- Carlota Basilfinder (1991)
- Manuscrito encontrado en Zaragoza (1991). Estrenada en 2003
- Los viajes forman a la juventud (1992)
- Caperucita y el otro (1995)
- Centón de teatro (2 vols., 1996 y 2002). Colección de 12 obras cortas
- ¡Viva el estupor! (2005)
- Misterio y festival: pequeña tetralogía satírica (2005)
- ¡Viva el estupor!; Los mismos: dos comedias televisivas... (2005)
- El cíclope (2009)
- No sé cómo decirlo (2010)
- Teatro Caliente (2013)
- Salvator Rosa, o, El artista (2015)

### Narrativa
- Viaje a Pantaélica (1994), novela
- Granada de las mil noches (1994), novela
- La llama vestida de negro (1995), novela
- Oceánida (1996), novela
- Carne de murciélago (1998), relatos
- Los rabudos y otros cuentos (2000), relatos
- Argumentario clásico (2001), relatos
- La mutación del primo mentiroso o el estilo que mata (2004), novela. Nueva edición en 2025 (Amarillo Editora).

### Otros
- Miguel de Cervantes, Los baños de Argel (1980). Adaptación.
- Laura Rodríguez García, El Pepino de mar (1990).

Adaptación 
- Benito Pérez Galdós, Casandra (1983). Adaptación.
- Agustín Moreto, El desdén con el desdén (1991). Adaptación.
- El reino de nadie (1996). Recopilación de artículos
- Tratado de escenografía (2000), reimpreso en Madrid: Fundamentos, 2011.
- Las cosas como fueron (2002), memorias
- Avendaño Trujillo, Octavio (2007) Entrevista con Francisco Nieva. La Jornada. México.
- J. Francisco Peña, El teatro de Francisco Nieva Alcalá de Henares: Universidad de Alcalá de Henares, 2001, 2 vols.
- Caos Editorial (ed.). «Coronada y el toro». Libro electrónico. Archivado desde el original el 5 de febrero de 2007. Consultado el 8 de mayo de 2007.
- Francisconieva.com (ed.). «Bibliografía completa». Web. Archivado desde el original el 23 de julio de 2008. Consultado el 1 de julio de 2008.

## Galardones
- Premio Polignac (1963)
- Premio nacional de vestuario (1970) por los figurines de La marquesa Rosalinda de Valle-Inclán.
- Premio Nacional de Escenografía (1972)
- Premio del Espectador y la Crítica de la Asociación de la Prensa de Madrid (1973)
- Premio Mayte de Teatro (1976)
- Premio Álvarez Quintero de teatro de la Real Academia Española
- Premio Nacional de Teatro en dos ocasiones (1980 y 1992)
- Premio de la Crítica (1982)
- Elegido miembro de número de la Real Academia Española (1986)
- Premio Mariano de Cavia (1991)
- Premio Nacional de Literatura en la modalidad de Literatura Dramática (1992)
- Premio Príncipe de Asturias de las Letras (1992).
- Medalla de Oro de la Comunidad de Castilla-La Mancha (1993)
- Medalla de oro al mérito en Bellas Artes (1996)
- Premio Segismundo de la Asociación de Directores de España (1999)
- Doctor honoris causa por la Universidad de Castilla-La Mancha (2001)
- Primer Premio Ducado de Loeches por su novela La mutación del primo mentiroso
- Premio de Teatro de la Comunidad de Madrid (2007)
- Premio Ciudad de Alcalá de las Artes y las Letras (2008)
- Premio Corral de Comedias del Festival de Almagro (2010)
- Premio Valle-Inclán (2011) por Tórtolas, crepúsculo y... telón.
- XIV Premio Max (2011)
- Miembro de Honor de la Academia de las Artes Escénicas de España desde 2014.